# Michiel Vredeman
Michiel, Michael Vredeman (de Vries) (Mechelen, circa 1562 – Utrecht, begraven 19 januari 1629) was een Nederlands muziekinstrumentenmaker.
Hij was zoon van Sebastiaen Vredeman en broer van muziekmeester en componist Jacob Vredeman. Alle drie staan voor wat bekendheid in de schaduw van familie Hans Vredeman de Vries, de architect.
Vader Sebastiaan trok met gezin vanuit Mechelen naar Leiden vermoedelijk op de vlucht voor de Spanjaarden in de Tachtigjarige Oorlog.  Vader vestigde zich in Leiden, Jacob trok dus door naar Leeuwarden, Michiel vestigde zich, nog getrouwd in Leiden met een Antwerpse vrouw Tanneken Peters (overleden 1638), in Utrecht. Hij bestierde er een bedrijf in muziekinstrumentbouw met name vedel en citers. Voor dat laatste instrument publiceerde hij ook een handleiding: Der violen cyther met vijf snaren en nieuwe sort melodieuse inventie, twee natuur hebbende, vier parthijen spelende (1612, Jan Jansen, Arnhem).
In wijdde 1846 wijdde het muziektijdschrift Caecilia een artikel aan hem vanwege zijn lemma in de lexicon van François-Joseph Fétis. Daarin werd deze Vredeman omschreven als componist en Der violen als compositie. Deze fout werd toegeschreven aan de gebrekkige kennis van het Nederduits van Fétis. Nader onderzoek door Dodt van Flensburg wees uit dat Michiel rond 1592 naar Utrecht kwam en minstens tot 1621 (overlijden van zijn neef die bij hem in de zaak werkte) de instrumentbouw beoefende; hij woonde aan de Nieuwegracht nabij de Schalkwijk(er)steeg. . Dit werd bevestigd door hetzelfde blad in 1852. 
Volgens Dirk Jacobus Balfoort, die het verhaal van Caecilia gebruikte, werd deze Vredeman begraven in de Sint-Nicolaaskerk.
- Biografisch Portaal: 85012844
- Digitale Bibliotheek voor de Nederlandse Letteren: vred017